# Tadarida fulminans
Tadarida fulminans (Thomas, 1903) è un pipistrello della famiglia dei Molossidi diffuso in Africa subsahariana e nel Madagascar.

## Descrizione

### Dimensioni
Pipistrello di medie dimensioni, con la lunghezza totale tra 132 e 161 mm, la lunghezza dell'avambraccio tra 56 e 61 mm, la lunghezza della coda tra 53 e 66 mm, la lunghezza del piede tra 11 e 15 mm, la lunghezza delle orecchie tra 19 e 25 mm e un peso fino a 49 g.

### Aspetto
La pelliccia è corta e vellutata. I due sessi sono differenti nel colore ma simili nelle dimensioni. I maschi hanno il dorso bruno-rossastro con la base dei peli più chiara, le parti ventrali sono simili al dorso ma con l'addome bianco o crema e con le strisce sui fianchi giallastre. Le femmine sono invece marroni scure, con l'addome bianco o crema e con le strisce sui fianchi bianche o crema. La testa non è particolarmente appiattita, il labbro superiore è privo di pieghe ben definite e con poche setole. Le orecchie sono piccole, marroni scure e con i margini anteriori che sono in contatto alla base della fronte dove formano un'incanalatura a V. Il trago è grande, rettangolare e visibile dietro l'antitrago il quale è basso, triangolare e poco più grande del trago stesso. È presente una ghiandola sulla gola, ben sviluppata particolarmente nei maschi, nei quali è spesso contornata di peli verdastri. Le ali sono marroni sulla superficie dorsale, con le falangi più chiare e biancastre in quella ventrale, più brunastre verso l'estremità. La coda è lunga e si estende per più della metà oltre l'uropatagio, il quale è dorsalmente marrone e ventralmente biancastro, più scuro verso il margine libero. La superficie ventrale dell'avambraccio e delle zampe è bianca e priva di peli. Sulle piante dei piedi è presente un cuscinetto rialzato. Il cariotipo è 2n=48 FNa=66.

### Ecolocazione
Emette ultrasuoni con impulsi di lunga durata a frequenza iniziale a 27 kHz, finale a 14 kHz e massima energia a 17 kHz.

## Biologia

### Comportamento
Si rifugia singolarmente o in gruppi fino a 20 individui tra le fessure di crepacci rocciosi situati su scogliere e dirupi. Talvolta in Zimbabwe condivide i siti con Chaerephon ansorgei e Chaerephon bivittatus. I maschi solitamente si separano dal resto del gruppo, suggerendo un comportamento territoriale. L'attività predatoria inizia al tramonto quando fuoriescono in gruppi emettendo squittii udibili anche dall'uomo.

### Alimentazione
Si nutre di insetti volanti catturati in volo.

### Riproduzione
Si riproduce più volte stagionalmente, con le nascite osservate tra marzo e maggio all'inizio della stagione secca. Femmine gravide sono state osservate ad ottobre e novembre. Danno alla luce un piccolo alla volta.

## Distribuzione e habitat
Questa specie è diffusa nell'Africa centro-orientale fino al Sudafrica settentrionale e nel Madagascar.
Vive nelle savane alberate, boschi di Miombo e di Mopane con affioramenti rocciosi granitici e basaltici fino a 2.000 metri di altitudine.

## Tassonomia
Sono state riconosciute 2 sottospecie:
- T.f.fulminans: Uganda centro-orientale, Kenya centro-occidentale e meridionale, Repubblica Democratica del Congo nord-orientale, Ruanda settentrionale, Tanzania settentrionale, Malawi, Zambia settentrionale e sud-occidentale, Mozambico centro-occidentale, Madagascar centro-meridionale e sud-orientale;
- T.f.mastersoni (Roberts, 1946): Zimbabwe, Sudafrica settentrionale.

## Conservazione
La IUCN Red List, considerato il vasto areale sebbene non sia una specie comune, classifica T.fulminans come specie a rischio minimo (Least Concern)).